# В нощния влак
„В нощния влак“ (на полски: Pociąg) е полски филм, мистерия от 1959 година, създаден в стил Алфред Хичкок.

## Сюжет
Йежи (Леон Немчик), хирург от Варшава се качва в нощния влак към Хел на крайбрежието на Балтийско море, където го очаква съпругата му. За да не бъде безпокоен по време на пътуването, той е заплатил и двете спални места в купето. С изненада установява, че на едното от тях вече се е настанила Марта (Люсина Виницка), млада жена, която е сбъркала своето място. Йежи се опитва да обясни грешката и, прибягвайки дори до помощта на кондуктора, но безуспешно. Напрежението от неудачното начало на тяхното познанство постепенно отшумява и те започват да общуват помежду си. Но във влака е и бившият приятел на Марта, Сташек (Збигнев Цибулски), който няма толкова лесно да се примири с тяхната раздяла. Посред нощ на една малка гара във влака нахлува милиция и след щателен оглед, арестува Йежи по подозрение в убийство...

## В ролите
- Люцина Винницка като Марта
- Леон Немчик като Йежи
- Збигнев Цибулски като Сташек
- Александър Севрук като адвоката
- Тереса Шмигелювна като съпругата на адвоката
- Хелена Домбровска като кондукторката
- Игнаци Маховски като пътника в спалния вагон
- Зигмунт Зинтел като пътника, страдащ от безсъние
- Людвик Касендра като пътника
- Витолд Скарух като свещеника
- Барбара Хоравянка като съпругата на Йежи
- Юзеф Лодински като цивилния милиционер
- Ролянд Гловацки като убиеца

## Награди и номинации
- Награда Златна чиния на Йежи Кавалерович за технически умения от Филмовия фестивал във Венеция, Италия през 1959 година.
- Специално упоменаване на Люцина Винницка за изпълнението на нейната роля от Филмовия фестивал във Венеция, Италия през 1959 година.
- Номинация за Златен лъв от Филмовия фестивал във Венеция, Италия през 1959 година.[1]